# Jacques Beaudenom de Lamaze
Ne doit pas être confondu avec Henri Beaudenom de Lamaze.
Jacques Beaudenom de Lamaze (1912-1942) est un officier français de la Légion étrangère, compagnon de la Libération. Il est tué à la fin de la bataille de Bir Hakeim.

## Biographie
Jacques Beaudenom de Lamaze, né le 12 mars 1912 à Périgueux (Dordogne), est le fils de Claire Lacarrière et du capitaine Louis Beaudenom de Lamaze – lui même fils du général de Lamaze. 
Il intègre en 1930 la promotion Joffre de École spéciale militaire de Saint-Cyr. À la sortie de Saint-Cyr, il choisit un régiment de la Ligne Maginot, puis il s’engage en mai 1936 dans la Légion étrangère, au sein de la Compagnie saharienne de Tabelbala. 

### Seconde Guerre mondiale
En février 1940, Jacques Beaudenom de Lamaze rejoint la 13e demi-brigade de Légion étrangère, nouvellement formée à Sidi-Bel-Abbès sous le commandement de Raoul Magrin-Vernerey. 
Au mois de mai, la 13e est envoyée en Norvège pour soutenir le Corps expéditionnaire du général Béthouart. Les légionnaires remportent la bataille de Narvik face aux Allemands, avant d’être rapatriés à l’annonce de l’invasion de la France. Ils débarquent en Bretagne le 4 juin 1940. Face à la débâcle, ils rembarquent le 21 juin et gagnent l'Écosse. 
Adhérant à l’appel du 18 juin, Jacques Beaudenom de Lamaze fait partie des quelque 900 légionnaires qui se rallient à la France libre et défilent le 14 juillet à Londres. Fin septembre 1940, ils accompagnent le général de Gaulle pendant l'opération Menace contre Dakar. À la suite de l'échec du débarquement au Sénégal, Lamaze refuse de prendre part à la campagne du Gabon, pour ne pas porter les armes contre des Français. 
La 13e est intégrée à la brigade française d'Orient, contourne l'Afrique et débarque à Port Soudan en février 1941, pour aider les Britanniques à déloger les Italiens d’Érythrée. L’unité se distingue à la bataille de Keren. 
Beaudenom de Lamaze, promu capitaine à la tête de la 3e compagnie, capture un lieutenant-colonel et vingt-cinq soldats italiens le 3 avril. Cinq jours plus tard, il reçoit la reddition du fort Vittorio Emmanuele à Massaoua. 
Les légionnaires embarquent ensuite pour la Palestine. Beaudenom de Lamaze ne participe pas à la Campagne de Syrie – toujours pour ne pas affronter de Français. 
En décembre 1941, sa compagnie est transférée vers le First Free French Brigade Group du général Koenig, qui combat avec la 8e armée britannique dans le désert libyen. 

#### Bataille de Bir Hakeim
À partir du 20 mai 1942, le capitaine de Lamaze et ses hommes sont chargés de sillonner les marais, deux vastes champs de mines formant un "V" au nord de Bir Hakeim. 
Le 29 mai, le général Kœnig lui confie la mission de brûler les carcasses de chars ennemis, afin qu’ils ne soient pas ciblés par les bombardiers de la Royal Air Force. Son détachement motorisé doit aussi tenter de nouer le contact avec la 150e brigade britannique, positionnée plus au nord. Il détruit sept automitrailleuses ennemies avant d’être contraint d’y renoncer. 
Le lendemain, Lamaze est chargé de colmater une brèche ouverte dans le champ de mines. Les Français sont malmenés par les assauts des blindés ennemis, mais ils parviennent à reprendre l’avantage puis à se replier grâce à l’intervention des chenillettes de Lamaze et de la 9e compagnie de Pierre Messmer. 
Les forces de l’Afrikakorps de Rommel, douze fois supérieures en nombre, encerclent inexorablement Bir Hakeim. Pendant dix jours, le camp retranché français oppose une résistance héroïque aux assauts terrestres et aériens de l’Axe. 
Le 10 juin, Messmer et Lamaze sont envoyés en renfort dans le secteur tenu par le 3e bataillon de Légion étrangère et le bataillon de marche de l'Oubangui-Chari. Leur contre attaque réussit à démoraliser l’ennemi, qui remet au lendemain l’assaut final – sans se douter que les Français, assoiffés et affamés, sont à court de munitions. 
L’évacuation de la position est décidée la nuit tombée. Les Français abandonnent Bir Hakeim et se ruent vers le sud-ouest, par delà trois lignes de défense italo-allemandes. Le capitaine de Lamaze est chargé par le général Koenig de réduire les nids de mitrailleuses, pour permettre le passage des colonnes de blessés. 
Se munissant de grenades, il s’élance à vive allure en criant « en avant la Légion ! » et traverse plusieurs barrages de tirs ennemis, avant d’être fauché par une rafale qui transperce son artère fémorale. Il meurt à l’âge de trente ans. 
Jacques Beaudenom de Lamaze est créé compagnon de la Libération à titre posthume le 11 mai 1943,. Il est enterré à Tobrouk.

## Décorations
- Compagnon de la Libération
- Croix de guerre 1939-1945
- Chevalier de la Légion d'honneur